# Lussan (Gers)
Lussan è un comune francese di 245 abitanti situato nel dipartimento del Gers nella regione dell'Occitania.

## Società

### Evoluzione demografica
Abitanti censiti